# 鏢
鏢，也称飞镖，又称脱手镖，是一種短小且輕巧的金属制飞飘式投掷暗器。
一般由铁、铜等金属制造，长短、轻重不一，宜近距离使用。该飞镖可藏於手袖中，上可沾毒，可投擲向他人處，達到傷人、殺人的目的，靠腕力直甩而发。